# Діаметр множини

Діаметр множини — найбільша відстань.

У математиці діаметром множини точок метричного простору називають найбільшу відстаннь між точками множині. Важливий окремий випадок, коли діаметр метричного простору є найбільшою відстанню між будь-якими двома точками простору. Це узагальнює діаметр кола, коли він є найбільшою відстанню між двома точками на колі. Таке використання діаметра також зустрічається в медичній термінології щодо ураження або в геології щодо гірської породи.
Обмежена множина — це множина, діаметр якої скінченний. У межах обмеженої множини всі відстані не перевищують діаметр.

## Формальне визначення
Діаметр об'єкта — це найменша верхня межа (позначається як «sup») множини всіх відстаней між парами точок в об'єкті. Явно, якщо {\displaystyle S} — це множина точок із відстанями, які визначаються метрикою {\displaystyle \rho }, то діаметр {\displaystyle \operatorname {diam} (S)=\sup _{x,y\in S}\rho (x,y).}

### Для порожньої множини
Діаметр порожньої множини може визначатися по різному. Його можна визначити як нуль, {\displaystyle -\infty }, або залишити невизначеним.

## В евклідовому просторі
Для будь-якої обмеженої множини в евклідовій площині або евклідовому просторі діаметр об'єкта або множини дорівнює діаметру його опуклої оболонки. Для будь-якої опуклої фігури на площині діаметр — це найбільша відстань, яка може бути утворена між двома протилежними паралельними прямими, дотичними до її межі.

### Відношення до інших мір
Діаметр кола рівно вдвічі більший за його радіус. Однак це справедливо лише для кола і лише в евклідовій метриці. Теорема Юнга надає більш загальні нерівності, що зв'язують діаметр з радіусом. Ізодіаметрична нерівність або нерівність Бібербаха, споріднена з ізопериметричною нерівністю, стверджує, що для заданого діаметра плоска форма з найбільшою площею є диском, а тривимірна форма з найбільшим об'ємом є сферою. Багатокутники з максимальною площею при заданому діаметрі та кількості сторін — це, так звані, найбільші маленькі багатокутники.
Подібно до того, як діаметром двовимірної опуклої множини називається найбільша відстань між двома паралельними прямими, що дотичні до множини і обмежують її, ширину часто визначають як найменшу таку відстань. Діаметр і ширина рівні лише для тіла постійної ширини, у якого всі пари паралельних дотичних площин розташовані на однаковій відстані. Кожна множина обмеженого діаметра на евклідовій площині є підмножиною тіла постійної ширини з тим самим діаметром.

### Обчислення
Діаметр або ширину двовимірного набору точок або багатокутника можна ефективно обчислити за допомогою обертових штангенциркулів. Алгоритми для обчислення діаметрів у багатовимірних евклідових просторах також досліджуються в обчислювальній геометрії; див. діаметр (обчислювальна геометрія).

## У диференціальній геометрії
У диференціальній геометрії діаметр є важливим глобальним рімановим інваріантом. Кожен компакт у рімановому многовиді та кожен компактний рімановий многовид має скінченний діаметр. Наприклад, одинична сфера будь-якої розмірності розглядається як рімановий многовид та має діаметр {\displaystyle \pi }. Це значення діаметра відрізняється від випадку, коли сфера розглядається як підмножина евклідового простору (тоді діаметр би дорівнював двом), тому що, на сфері, як для ріманового многовида, відстані вимірюються вздовж геодезичних.
У рімановому многовиді, кривина Річчі якого має додатну сталу нижню межу, за теоремою Майєрса, діаметр також обмежений. Згідно з теоремою Ченга про максимальний діаметр, єдиний многовид з найбільшим діаметром для заданої нижньої межі кривини — це сфера з такою кривиною. Теорема названа на честь Шіу-Юен Ченга, який опублікував її в 1975 році.

## Для графів
У теорії графів діаметр зв'язного неорієнтованого графа — це найбільша відстань між будь-якими двома його вершинами. Тобто, це діаметр множини для множини вершин графа та для відстані найкоротшого шляху в графі. Діаметр можна розглядати як для зважених, так і для незважених графів. Розв'язувалася задача обчислення діаметра як у довільних графах, так і в спеціальних класах графів.
Окремими випадками діаметра графа є діаметр групи, визначений за допомогою графа Кейлі з найбільшим діаметром, можливим для даної групи, і діаметр перевернутого графа тріангуляцій множини точок — мінімальна кількість локальних переміщень, необхідних для перетворення однієї тріангуляції в іншу для двох тріангуляцій, вибраних на максимально можливій відстані одна від одної.